# Heinrich Stüber

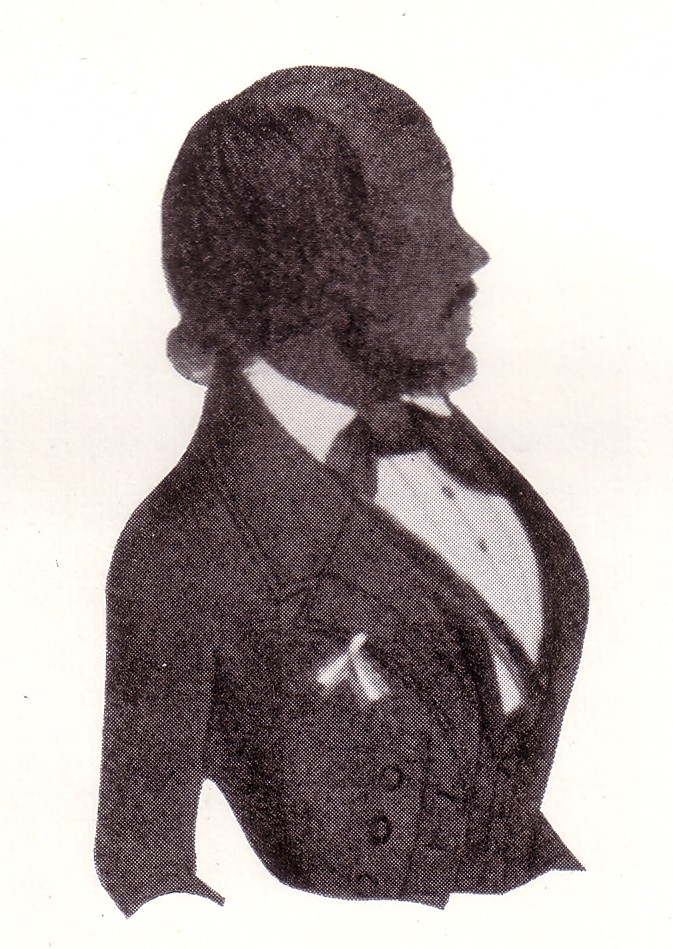
Heinrich Stüber

Heinrich Ernst Ludwig Valentin Stüber (* 30. Januar 1819 in Darmstadt; † 3. September 1887 in Heppenheim) war ein deutscher Jurist und Politiker.

## Leben
Stüber war Sohn eines Buchbindermeisters. Er studierte ab 1837 Rechtswissenschaften an der Universität Gießen, wo er zu den Stiftern des Corps Teutonia gehörte. 1842 promovierte er zum Dr. jur. 1849 wurde er Assessor am Stadtgericht Darmstadt, 1858 wechselte er – noch als Assessor – zum Hofgericht Darmstadt, wo er 1861 Hofgerichtsrat, 1873 Direktor und 1876 Erster Hofgerichtsdirektor wurde. Nach der Reichsjustizreform 1879 übernahm er die gleiche Funktion beim Nachfolgegericht des Hofgerichts Darmstadt, dem Landgericht Darmstadt, als Landgerichtspräsident. 1884 trat er in den Ruhestand.
Von 1872 bis 1876 gehörte Stüber als Mitglied der Fortschrittspartei für den Wahlkreis Starkenburg 13/Griesheim der II. Kammer der hessischen Landstände an. Nach seinem Ausscheiden wurde er 1876 lebenslanges Mitglied der I. Kammer.